# Twisted (Keith Sweat)
Twisted is een nummer van de Amerikaanse R&B-zanger Keith Sweat uit 1996. Het is de eerste single van zijn titelloze vijfde studioalbum.
Het nummer gaat over een man die door zijn vrouw in de steek is gelaten. De man houdt echter nog steeds van de vrouw, tegelijkertijd heeft hij het moeilijk met wat zij hem aan heeft gedaan. "Twisted" werd een grote hit in de Verenigde Staten, waar het de 2e positie bereikte in de Billboard Hot 100. In de Nederlandse Top 40 was het succes iets bescheidener, daar bereikte het de 14e positie.